# Revolução política (trotskismo)
A Revolução política , na  teoria trotskista, ocorre quando um governo é substituído de forma abrupta, ou a forma de governo for alterada, mas onde as relações de propriedade predominantemente são deixadas intactas. As revoluções na França, em 1830 e 1848 são frequentemente citados como exemplos de revoluções políticas  .
As Revoluções políticas se diferem das Revoluções sociais justamente porque nestas as relações de propriedade mudam de classe social . O livro de  Leon Trotsky A Revolução Traída , é onde existe um maior desenvolvimento desta teoria

## Origens
O movimento trotskista defende a revolução política nos Estados operários degenerados  opondo-ao à contra-revolução capitalista. Tais revoluções políticas preveem a derrubada dos governos burocráticos, substituindo-os governos baseados na democracia operária, mantendo estatais as relações de produção .
A visão da Revolução política é diametralmente oposta aos movimentos que levaram à contra-revolução capitalista como o golpe de Boris Yeltsin na União Soviética em 1991 e o do Solidarność de Lech Walesa na Polônia.

## Aplicação
Apesar do movimento trotskista não reconhecer qualquer revolução política nos Estados operários degenerados, viu uma forte possibilidade na Revolução Húngara de 1956 e  na Primavera de Praga de 1968 na  Tchecoslováquia, antes de ser esmagadas pela invasão soviética. Muitos trotskistas vêem o motim de Valery Sablin em 1975 como um exemplo de uma verdadeira tentativa socialista de provocar uma revolução política. Sablin acreditava que o leninismo havia sido traído pelo governo soviético e iniciou uma pequena revolta na esperança de inspirar o povo soviético a derrubar a liderança atual e instalar o verdadeiro socialismo. Outra revolta vista por uma parte dos que se colocam como trotskistas como tendo a possibilidade de revolução política era os protestos da Praça de Tiananmen de 1989 , esmagadas pelo Partido Comunista da China .
Embora haja um consenso geral entre os trotskistas sobre estas questões como a Hungria, Tchecoslováquia e China, e não houvesse desacordo sobre as questões relacionadas com contra-revolução capitalista. Alguns grupos trotskistas comemoraram a queda dos governos stalinistas da União Soviética e do Leste Europeu, mesmo sob a liderança das forças pró-capitalistas . Argumentos apresentados por alguns destes grupos incluíam a ideia de que as mobilizações e espaço político criado pelo esmagamento da burocracia stalinista poderia trazer a capacidade da classe trabalhadora de realizar a revolução política como um passo para a criação de uma sociedade socialista verdadeiramente democrática e igualitária  .
A maioria das correntes trotskistas agarra a posição histórica de Leon Trotsky na defesa da revolução política contra o stalinismo , ao mesmo tempo para a defesa dos Estados operários deformados e degenerados  contra os ataques do imperialismo e da contra-revolução capitalista interna. Eles argumentam que a sua posição foi provada correta pela queda do padrão de vida das pessoas da ex-União Soviética e no Leste Europeu, incluindo a falta de cuidados médicos e de postos de trabalho. Internacionalmente eles apontam para o fortalecimento do imperialismo dos EUA com a queda da União Soviética como uma das principais causas da guerra, incluindo a guerra anglo-americana no Iraque .
Hoje, esses debates continuam apesar de algumas correntes trotskistas considerarem que a República de Cuba , a República Popular Democrática da Coreia , a República Socialista do Vietnã, a República Democrática do Laos e a República Popular da China já não seriam Estados operários deformados  .